# Гра в альтернативній реальності
Гра в альтернативній реальності (англ. Alternative Reality Game, ARG) — інтерактивна оповідь, що залучає учасників до різних активностей в фізичному світі через підказки, натяки з використанням різноманітних медіа. Сюжет такої гри має передумови та мету, але його перебіг визначають самі учасники. ARG поєднує цифровий і фізичний світ, використовуючи інтернет, соціальні мережі, місця реального світу та фізичні артефакти.
ARG, як правило, повністю безкоштовна для участі, також всі витрати в грі можуть покриватися коштом реклами різних продуктів.

## Визначення
Серед ключових елементів ARG — використання кількох платформ для розгортання оповіді. Гравці можуть отримувати підказки через соціальні мережі, розшифровувати головоломки на вебсайтах і відвідувати реальні події, створюючи насичену, багатошарову історію. Гра проникає в повсякденне життя гравців, роблячи оповідь більш реальною та безпосередньою. Учасники повинні співпрацювати між собою, щоб дізнаватися більше деталей, потрібних для просування до мети.

## Історія
Попередницею сучасних ARG широко вважається «Онґ-Гет» (Ong's Hat) — гра, організована Джозефом Матені наприкінці 1980-х — початку 1990-х років на тему альтернативних вимірів. Сюжет обертався навколо вигаданого секретного комплексу, створеного фізиками Принстона в місті Онґ-Гет, які експериментували з подорожами в інші виміри, але його знищили військові. Сюжет включав друковану продукцію та дописи в інтернеті, де відомості про реальні події перепліталися з вигадкою. Ця ARG відома тим, що сприяла появі однойменної теорії змови.
Однак, ідея залучення людей до вирішення загадок через різні медіа з'явилася раніше. Так, у 1979 році художнику Кіту Вільямсу доручили оформити дитячу книгу. Він вирішив зашифрувати у кожній з дванадцяти ілюстрацій книги загадку, що повинна була привести переможця до скарбу в реальному житті — підвіски у вигляді золотого зайця з дорогоцінним камінням, закопаної в потаємному місці. Переможці знайшлися через 16 місяців.
У 1994 році дехто, представившись як Полібій (Publius) почав публікувати зашифровані повідомлення у юзнет-комьюніті гурту Pink Floyd. Він стверджував, що в нещодавно випущеному альбомі схована загадка, за вирішення якої Полібій обіцяв винагороду. В 2005 з'ясувалося, що це був піар-проєкт, який придумала медіакомпанія EMI з нагоди виходу альбому гурту.
ARG супроводжувалася промо-кампанія фільму «Відьма з Блер» (1999). В інтернеті публікували уривки відео та документи про зниклих учасників походу в ліс. Користувачі почали шукати підказки, що допомогли б знайти зниклих людей.
Більш формалізовану концепцію ARG можна простежити на початку 2000-х, з грою «The Beast», створеною Microsoft для реклами фільму Стівена Спілберга «Штучний розум», який часто називають першою ARG. Темою стало розслідування вбивства чоловіка штучним інтелектом, яке сталося в 2142 році. Задум був таким, щоб учасники складали цілісну картину сюжету за допомогою власних досліджень інформації в інтернеті, електронній пошті, отримували її факсом, телефоном, через рекламні щити, телебачення, газети й SMS-повідомлення, навіть димові сигнали. В 2022 році гра виграла Премію Пібоді за видатний «трансмедійний досвід».

## Термінологія
- Ляльковод або ж «PM» (від англ. Puppet-master) — особа, яка бере участь у розробці та/або керуванні ARG. Ляльководи є водночас союзниками та супротивниками гравців, адже вони створюють нові задачі та головоломки й одночасно даючи підказки для їх вирішення. Ляльководи зазвичай залишаються за завісою, поки триває гра. Справжня особа ляльководів, або їх кількість, можуть як розкриватися, так і лишатися втаємниченими. Іноді особа ляльковода лишається невідомою і після завершення гри[4].
- Завіса — поняття, що походить від фрази «Не звертайте уваги на людину за завісою». Поняття означає скоріше правило, що ляльководи не повинні спілкуватися (та загалом контактувати) з гравцями поза грою, поки вона триває[4].
- Кроляча нора / стежка — перший медіа артефакт який веде гравців до самої ARG. Як правило, але не завжди, кролячою норою слугує сайт, як найефективніший та найощадливіший варіант. Часто кроляча нора являє собою кілька медіа артефактів. Це робиться спеціально, задля більшого охоплення публіки[4].
- «Це не гра» (THINAG) — думка, що нав'язується самими гравцями задля більшого переконання, що сама ARG не є грою і всі події розгортаються в реальності за участі невигаданих сил[4].

## Відомі ARG
- «The Black Watchmen» — поєднує елементи відеоігри з реальним світом, створюючи наратив, де гравці виступають у ролі агентів таємного товариства. Учасники розв'язують складні головоломки та беруть участь у польових місіях, які часто потребують дослідження та командної роботи. Історія переплітається з історичними фактами та поточними подіями, а під час активних сезонів включає живі події з міжнародною участю[1].
- «Welcome Home» — використовує тему похмурих таємниць однойменного вигаданого дитячого шоу кінця 1960-х і початку 1970-х років. Сюжет розгортається на вебсайті фанатів шоу[1].
- «I Love Bees» — вірусна маркетингова кампанія відеоігри Halo 2. Гра створена 42 Entertainment на замовлення Microsoft. Темою став штучний інтелект з майбутнього, який опинився на Землі та намагається полагодити себе й допомогти перебігу майбутньої війни, використовуючи сайт любителів бджіл і телефонні автовідповідачі. Щоразу, коли гравці правильно відповідали на запитання телефона-автомата, вони отримували 30 секунд нового матеріалу[7].
- «Local 58» — гра на тему однойменного вебсеріалу про телевізійні трансляції загадкових подій. На сайті серіалу можна вирішувати головоломки і розгадувати сюжет, закладений у епізодах[8].
- «Cicada 3301» — однойменна організація публікує надзвичайно складні головоломки, вирішення яких передбачає використання криптографії, аналізу даних та інших інструментів, щоб перейти до наступного кроку. Cicada 3301 розміщує підказки як в інтернеті, так і на фізичних носіях, включно з компакт-дисками та написами рунами[8].